# A magyar labdarúgó-válogatott mérkőzései 1985-ben
A magyar labdarúgó-válogatottnak 1985-ben nyolc találkozója volt. Januárban jótékonysági mérkőzéssel kezdődött az év, a hamburgi hajókatasztrófa áldozatainak javára rendezett találkozón nagy meglepetésre 1–0-ra győzött a magyar csapat az NSZK ellen. Tavasszal egymást érték a vb-selejtezők, végül csoportelsőként jutott ki a vb-re a válogatott!
Az év végi mexikói tornán Dél-Koreát, és Algériát is legyőzte a csapat, csak a hazaiak bizonyultak jobbnak.
Szövetségi kapitány:
- Mezey György

## Az 1986-os világbajnokság selejtezője
| 5. csoport   | 5. csoport | 5. csoport | 5. csoport | 5. csoport | 5. csoport | 5. csoport | 5. csoport | 5. csoport |
| Csapat       | M          | Gy         | D          | V          | G+         | G–         | Gk         | P          |
| ------------ | ---------- | ---------- | ---------- | ---------- | ---------- | ---------- | ---------- | ---------- |
| Magyarország | 6          | 5          | 0          | 1          | 12         | 4          | +8         | 10         |
| Hollandia    | 6          | 3          | 1          | 2          | 11         | 5          | +6         | 7          |
| Ausztria     | 6          | 3          | 1          | 2          | 9          | 8          | +1         | 7          |
| Ciprus       | 6          | 0          | 0          | 6          | 3          | 18         | –15        | 0          |

- Magyarország kijutott a világbajnokságra.
- Hollandia pótselejtezőt játszott.

## Eredmények
592. mérkőzés
| 1985. január 29. |

| NSZK | 0–1             | Magyarország |
| ---- | --------------- | ------------ |
|      | (0–0) Részletek | Péter 48'    |

| Volksparkstadion, Hamburg Nézőszám: 25 000 Játékvezető: Einar Halle (NOR) |

593. mérkőzés – vb-selejtező
| 1985. április 3. |

| Magyarország             | 2–0             | Ciprus |
| ------------------------ | --------------- | ------ |
| Nyilasi 48' Szokolai 83' | (0–0) Részletek |        |

| Népstadion, Budapest Nézőszám: 40 000 Játékvezető: Einar Halle (NOR) |

594. mérkőzés – vb-selejtező
| 1985. április 17. |

| Ausztria | 0–3             | Magyarország               |
| -------- | --------------- | -------------------------- |
|          | (0–2) Részletek | Kiprich 21' 34' Détári 48' |

| Hanappi Stadion, Bécs Nézőszám: 22 000 Játékvezető: Jakob Baumann (SUI) |

595. mérkőzés – vb-selejtező
| 1985. május 14. |

| Magyarország | 0–1             | Hollandia  |
| ------------ | --------------- | ---------- |
|              | (0–0) Részletek | De Wit 69' |

| Népstadion, Budapest Nézőszám: 74 000 Játékvezető: Karl-Josef Assenmacher (FRG) |

596. mérkőzés
| 1985. október 16. |

| Wales | 0–3             | Magyarország                        |
| ----- | --------------- | ----------------------------------- |
|       | (0–1) Részletek | Esterházy 8' Hajszán 52' Détári 89' |

| Ninian Park, Cardiff Nézőszám: 3 000 Játékvezető: George Hyndes (NIR) |

597. mérkőzés
| 1985. december 9. |

| Magyarország           | 1–0             | Dél-Korea |
| ---------------------- | --------------- | --------- |
| Kiprich 55' (11-esből) | (0–0) Részletek |           |

| Irapuato Nézőszám: 30 000 Játékvezető: Antonio Márquez Ramírez (MEX) |

598. mérkőzés
| 1985. december 11. |

| Magyarország                    | 3–1             | Algéria      |
| ------------------------------- | --------------- | ------------ |
| Péter 18' Kovács 25' Bognár 56' | (2–0) Részletek | Bentajeb 62' |

| Technológico Stadion, Monterrey Nézőszám: 3 000 Játékvezető: Joaquín Urrea Reyes (MEX) |

599. mérkőzés
| 1985. december 14. |

| Mexikó                 | 2–0             | Magyarország |
| ---------------------- | --------------- | ------------ |
| Hermosillo 12' Boy 60' | (1–0) Részletek |              |

| Toluca Nézőszám: 35 000 Játékvezető: Edgardo Codesal Méndez (MEX) |